# Ricco Groß

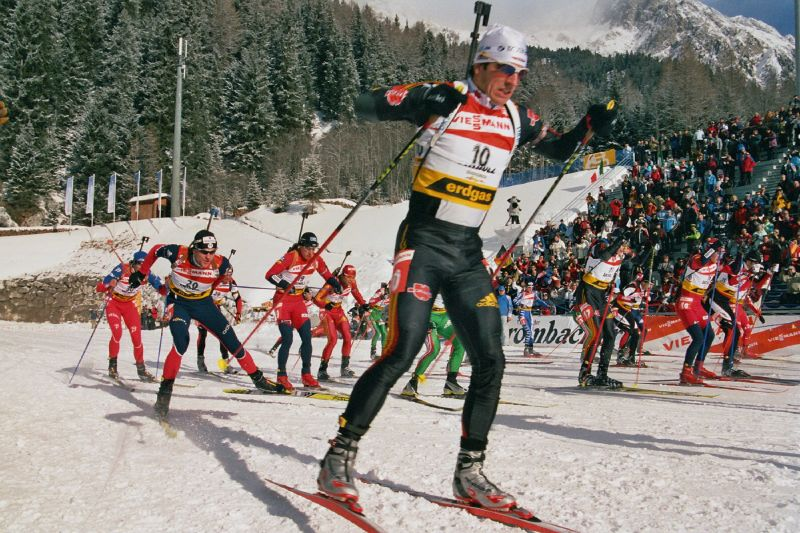
Groß in 2007

Ricco Groß (Bad Schlema, 22 augustus 1970) is een Duits voormalig biatleet.

## Carrière
Ricco Groß is sinds 1983 actief in de biatlonsport en sinds 1990 maakt hij deel uit van de Duitse nationale ploeg. Tot 1991 trainde hij bij de club SG Dynamo Zinnwald, waarna hij de overstap maakte naar de sportvorderingsgroep die deel uitmaakt van de Duitse bond in Bad Reichenhall, hij trainde sindsdien in de "Ski Club" in Ruhpolding.
Bij de Olympische Spelen bereikte Groß aansprekende resultaten met de Duitse aflossingsploeg. Tijdens de Olympische Winterspelen 1992, 1994 en 1998 werd hij drie maal op rij olympisch kampioen met de estafetteploeg. In 2002 gingen de Noren met de titel aan de haal, maar tijdens de Olympische Winterspelen 2006 werd Duitsland met wederom Groß in de gelederen opnieuw olympisch kampioen.
Individueel behaalde Groß in 1992 en 1994 de zilveren medaille op de 10 kilometer sprint, terwijl hij bij de Olympische Winterspelen 2002 de bronzen medaille won op de 12.5 kilometer achtervolging. Daarmee is Groß nog voor Sven Fischer de meest succesvolle Duitse biatleet bij de Olympische Winterspelen.
Groß werd in totaal negen maal wereldkampioen, waarvan vijf maal met de estafetteploeg. Zijn laatste prestaties bij de wereldkampioenschappen waren de twee wereldtitels die hij won op de Wereldkampioenschappen 2004 in Oberhof. In het seizoen 2002/2003 en 2003/2004 werd hij derde in het wereldbekerklassement.
Groß is sinds 1994 getrouwd met zijn vrouw Katrin en heeft drie zoons.
Op het einde van het seizoen 2006/2007 zette hij een punt achter zijn carrière als actieve biatleet. Hij begon aan een trainersopleiding en zal tijdens het seizoen 2007/2008 te zien zijn als analist bij de Duitse zender ARD

## Resultaten

### Olympische Winterspelen
| Jaar | Plaats         | Onderdeel   | Onderdeel | Onderdeel     | Onderdeel  | Onderdeel |
| Jaar | Plaats         | Individueel | Sprint    | Achtervolging | Massastart | Estafette |
| ---- | -------------- | ----------- | --------- | ------------- | ---------- | --------- |
| 1992 | Calgary        | –           | ↑         |               |            | ↑         |
| 1994 | Lillehammer    | –           | ↑         | ↑             |            |           |
| 1998 | Nagano         | 6e          | 17e       | ↑             |            |           |
| 2002 | Salt Lake City | 4e          | 4e        | ↑             | ↑          |           |
| 2006 | Turijn         | 11e         | 6e        | 12e           | –          | ↑         |

### Wereldkampioenschappen
| Jaar | Plaats            | Onderdeel                               | Onderdeel                               | Onderdeel                               | Onderdeel                               | Onderdeel                               | Onderdeel          | Onderdeel |
| Jaar | Plaats            | Individueel                             | Sprint                                  | Achtervolging                           | Massastart                              | Estafette                               | Gemengde estafette | Team      |
| ---- | ----------------- | --------------------------------------- | --------------------------------------- | --------------------------------------- | --------------------------------------- | --------------------------------------- | ------------------ | --------- |
| 1991 | Lahti             | –                                       | 16e                                     |                                         |                                         | Goud                                    |                    | 4e        |
| 1992 | Novosibirsk       |                                         |                                         |                                         | –                                       |                                         |                    |           |
| 1993 | Borovets          | 6e                                      | 64e                                     | –                                       | –                                       |                                         |                    |           |
| 1994 | Canmore           |                                         |                                         |                                         | –                                       |                                         |                    |           |
| 1995 | Antholz           | 55e                                     | Brons                                   | Goud                                    | –                                       |                                         |                    |           |
| 1996 | Ruhpolding        | 9e                                      | 12e                                     | Zilver                                  | 6e                                      |                                         |                    |           |
| 1997 | Brezno-Osrblie    | Goud                                    | 34e                                     | 26e                                     | Goud                                    | –                                       |                    |           |
| 1998 | Pokljuka          |                                         |                                         | 7e                                      |                                         | Zilver                                  |                    |           |
| 1999 | Kontiolahti       | Zilver                                  | 6e                                      | Goud                                    | 8e                                      | 4e                                      |                    |           |
| 2000 | Oslo Holmenkollen | 9e                                      | 7e                                      | 18e                                     | 6e                                      | Brons                                   |                    |           |
| 2001 | Pokljuka          | 7e                                      | 27e                                     | 14e                                     | 4e                                      | 12e                                     |                    |           |
| 2002 | Oslo Holmenkollen | Niet gehouden vanwege Olympische Spelen | Niet gehouden vanwege Olympische Spelen | Niet gehouden vanwege Olympische Spelen | –                                       |                                         |                    |           |
| 2003 | Chanty-Mansiejsk  | Brons                                   | Zilver                                  | Goud                                    | 22e                                     | Goud                                    |                    |           |
| 2004 | Oberhof           | 4e                                      | Zilver                                  | Goud                                    | 29e                                     | Goud                                    |                    |           |
| 2005 | Hochfilzen        | Brons                                   | 7e                                      | 6e                                      | 7e                                      | 6e                                      | Brons              |           |
| 2006 | Pokljuka          | Niet gehouden vanwege Olympische Spelen | Niet gehouden vanwege Olympische Spelen | Niet gehouden vanwege Olympische Spelen | Niet gehouden vanwege Olympische Spelen | Niet gehouden vanwege Olympische Spelen | 10e                |           |
| 2007 | Antholz           | 9e                                      | –                                       | –                                       | –                                       | Brons                                   | –                  |           |

### Wereldbeker
Eindklasseringen
| Seizoen   | Algemeen | Individueel | Sprint | Achtervolging | Massastart |
| --------- | -------- | ----------- | ------ | ------------- | ---------- |
| 1990/1991 | 7e       |             |        |               |            |
| 1991/1992 | 30e      |             |        |               |            |
| 1992/1993 | 10e      |             |        |               |            |
| 1993/1994 | 5e       |             |        |               |            |
| 1994/1995 | 10e      |             |        |               |            |
| 1995/1996 | 7e       |             |        |               |            |
| 1996/1997 | 4e       | Goud        | 7e     | 20e           |            |
| 1997/1998 | Zilver   | Zilver      | 8e     | Zilver        |            |
| 1998/1999 | 4e       | 10e         | 4e     | 5e            | 5e         |
| 1999/2000 | 8e       | –           | –      | –             | –          |
| 2000/2001 | 9e       | Brons       | 15e    | 12e           | 5e         |
| 2001/2002 | 7e       | 7e          | 7e     | 7e            | 5e         |
| 2002/2003 | Brons    | Brons       | 7e     | Zilver        | 4e         |
| 2003/2004 | Brons    | Zilver      | 5e     | Brons         | 5e         |
| 2004/2005 | 6e       | 7e          | 10e    | 5e            | 10e        |
| 2005/2006 | 8e       | 19e         | 6e     | 7e            | 17e        |
| 2006/2007 | 26e      | 24e         | 29e    | 24e           | 29e        |